# 尾和
尾和（おわ）は、京都府京丹後市丹後町の地名。大字としての名称は丹後町尾和。日本海に面する丹後半島の北端に位置し、宇川地域に含まれる。2014年（平成26年）8月31日時点の世帯数は26世帯、人口は68人。

## 地理

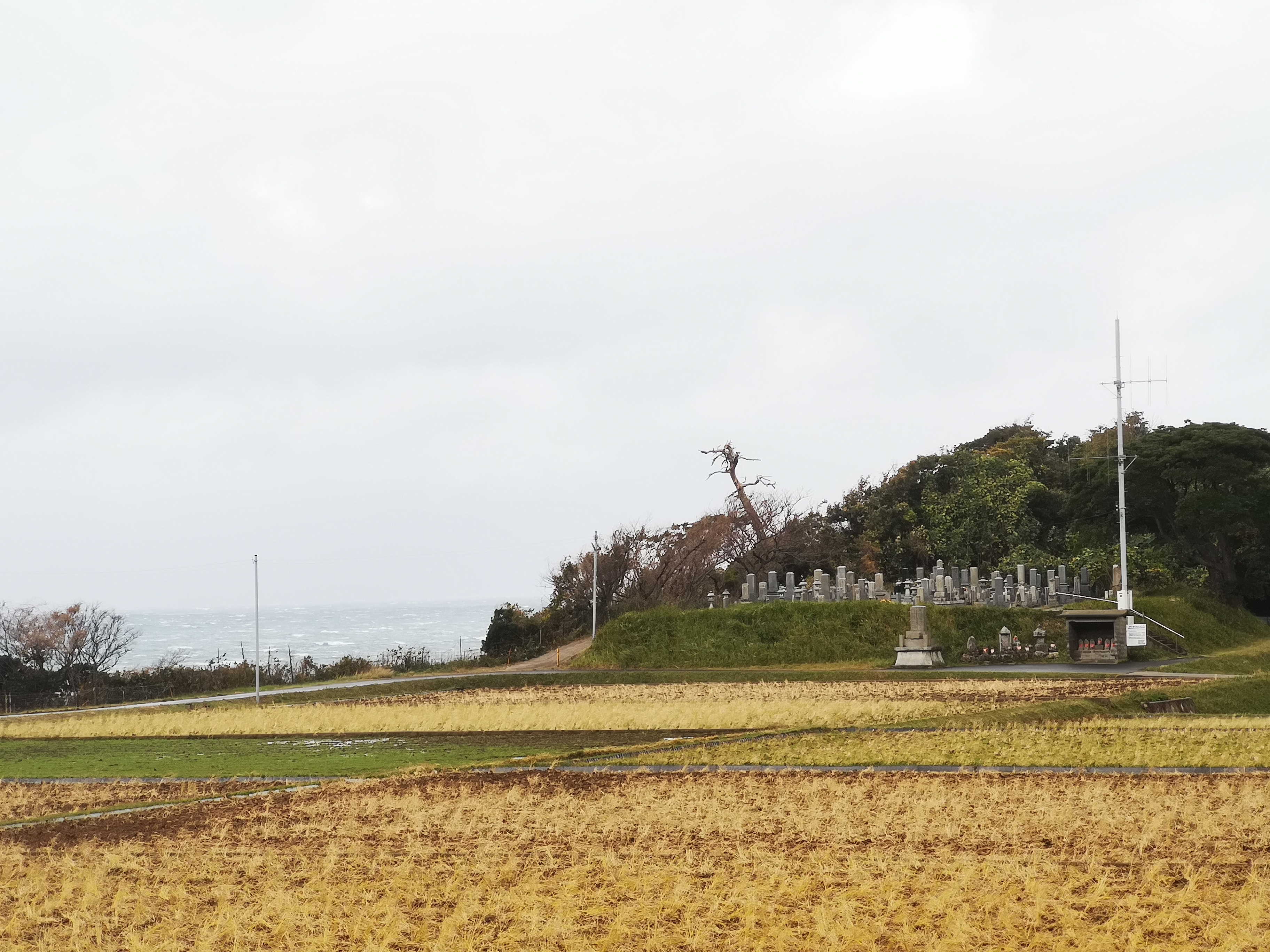
尾和の海岸段丘上の農地と墓地

丹後町の北東部にあり、丹後半島の北端部の海抜30メートル前後の海岸段丘上に集落がある。ゆるやかな山裾に田が広がる中にあり、地区全体の海抜は20～160メートル。西は中浜、東は袖志に接しているほか、北は日本海に面している。海岸沿いの袖志との境界には航空自衛隊の経ヶ岬分屯基地がある。国道178号線が705メートル通る。
集落は国道沿いに位置しており、背後の台地や道路よりも海に面する北側には棚田が広がる。集落背後の棚田の東部は袖志の棚田につながる。
長く水の確保に苦労した歴史があり、集落内にはいまも飲料水として利用される井戸がある。また、松陰寺とその奥にある八柱神社の登り口に防火用水を備える。

## 歴史

### 近世以前
江戸時代初期には宮津藩領であり、享保2年（1717年）に幕府領となった。当初は丹後国竹野郡宇川村の一部だったが、1669年（寛文9年）に尾和村として分村独立した。『延宝郷村帳』における村高は86石余、『宝永村々辻高帳』における村高は144石余、天保年間の『天保郷帳』や明治初期の『旧高旧領』における村高は144石余である。隣村・袖志の約半分の石数しかなかったのは水利に恵まれない土地であったのが大きな要因で、水のある土地を求め、山を越えて耕作に出た。集落後方の山の裏には尾和の人々が拓いた水田があり、「落山」と呼ばれている。
集落内の曹洞宗仏光山松陰寺は1782年（天明2年）の『丹後国寺社帳』に記名があり、寺史の伝える創建年である1804年（享和4年）に先立ち、信仰を集めていたと思われる。

### 近代
1868年（明治元年）には久美浜県の、1871年（明治4年）には豊岡県の所属となり、1876年（明治9年）に京都府の所属となった。1875年（明治8年）から1882年（明治15年）にかけてまとめられた『共武政表』では33戸・177人・牛21頭・船20を有していた。1889年（明治22年）4月1日には町村制の施行により、中浜村・久僧村・谷内村・上野村・上山村・尾和村・袖志村の区域をもって竹野郡下宇川村が発足し、下宇川村の大字のひとつとして尾和が設置された。
1881年（明治14年）10月、戸長役場が設置される。役場は隣村の袖志にあった。

### 現代

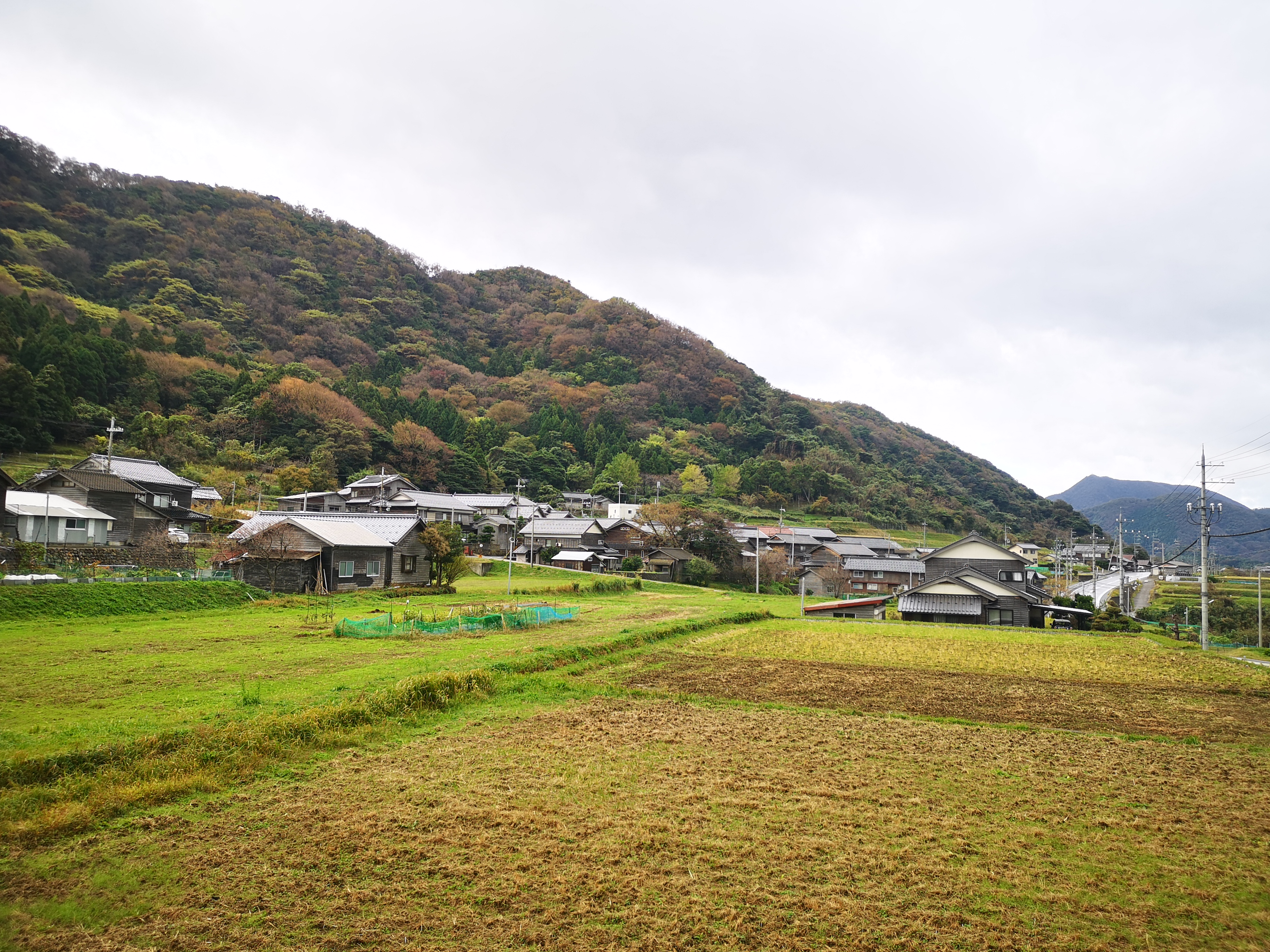
尾和集落（東端からみる）2023年

尾和は集落内に川を持たず、水を得るのが難な土地柄、集落周辺の農地は畑地が多かったが、第二次世界大戦後はその多くが水田となった。耕作のために、袖志を流れる落川から用水路を延ばし、これを「尾和イネ」と呼ぶ。尾和イネに水を落とす口は袖志側に36カ所あったが、渇水の年には袖志の人が堰を切ってまわり水を独占するため、昼夜兼行で水の番をしたという。しかし、人口の少ない尾和が水争いで袖志に勝てることはなかった。「尾和イネ」は緊急時の防火用水としても利用された。また、牛の飼料とする草も尾和の土地だけでは不足のため、袖志の山を借りて育てる必要があった。
1955年（昭和30年）には28世帯、148人が居住した。
1961年（昭和36年）頃、袖志と尾和の棚田に供給されていた農業用水を経ヶ岬分屯基地が飲料水として流用したところ、下流の尾和では農業用水が不足したため、宇川から水をひく事業が行われた。
1981年（昭和56年）12月25日、尾和会館が完成。自衛隊基地周辺施設設置事業の一環で建設された地域公民館である。
1988年（昭和63年）4月、集落と海側の棚田の間に幅員11メートルの国道178号線が開通し、4月5日に「尾和バイパス竣工祝賀会」が開催された。これにより、集落内を経ヶ岬灯台などへ向かう大型観光バスによる交通渋滞や、民家の軒先での接触事故などの問題が解消された。

## 産業

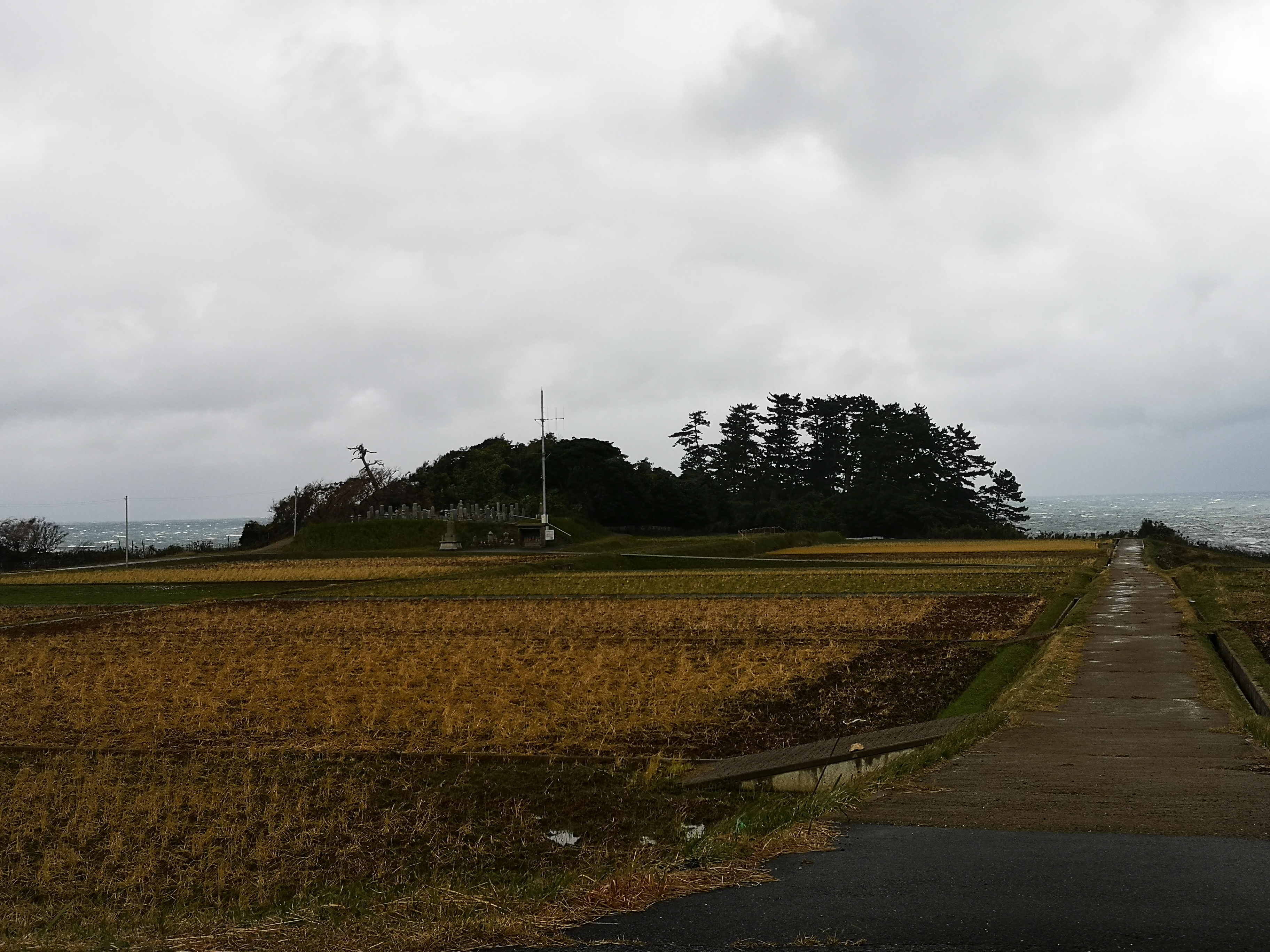
海岸側の農地

主産業は棚田での稲作（コシヒカリ）を中心とする農業と、ワカメ・アワビ・サザエなどを船外機で収穫する漁業である。

## 施設
- 航空自衛隊経ヶ岬分屯基地
- 尾和漁港
- 尾和会館

## 名所・旧跡・観光スポット
- 八柱神社 - 古くは「八大荒神」と呼ばれた旧村社。1807年（文化4年）建立、1856年（安政3年）再建された神社で素盞鳴命を祭り、1910年（明治43年）に恵比須神社を統合して事代主神を合祀する[1]。
- 松陰寺 - 曹洞宗の寺院[4]。山号は「仏光山」。釋迦弁尼仏を本尊とする[1]。
- 穴文殊 - 正式名称を九品寺（くほんじ）。袖志地区との境界にあり、伝統的に8月24日の例祭「穴文殊祭り」を共同で執り行う[1]。